# Michael T. Flynn
Michael Thomas "Mike" Flynn, född 24 december 1958 i Middletown, Rhode Island, är en amerikansk tidigare general i USA:s armé. Under 24 dagar, från den 20 januari till den 13 februari 2017, var han ledare för USA:s nationella säkerhetsråd och president Donald Trumps säkerhetspolitiska rådgivare.
Mellan åren 2012 och 2014 var Flynn chef för den federala myndigheten och militära underrättelseorganisationen Defense Intelligence Agency i Obamas kabinett.
I maj 2016 diskuterades Flynn som en potentiell vicepresidentkandidat till den republikanska presidentkandidaten Donald Trump, men valet föll istället på Indianas guvernör Mike Pence. Trump vann presidentvalet 2016 och utsåg ett par dagar senare Flynn till sin säkerhetspolitiska rådgivare och som ledare för USA:s nationella säkerhetsråd. Flynn tillträdde denna tjänst i samband med att Trumps kabinett tillträdde den 20 januari 2017. Flynn avgick den 13 februari 2017 (efter 24 dagar på posten), då det kommit till offentlig kännedom att han ljugit för vicepresident Mike Pence om telefonsamtal som han haft med Rysslands FN-ambassadör Sergej Kisljak i december 2016, det vill säga efter den republikanska segern i presidentvalet.
Michel Flynn engagerade sig efter presidentvalet i USA 2020 för att se till att valresultatet inte ledde till avlägsnande av Donald Trump. Han föreslog att den sittande presidenten skulle inför undantagstillstånd ("Martial law"), tysta pressen och genomföra omval under övervakning av militären. Flynn höll möten med Trump och Sidney Powell i Ovala rummet i Vita huset för att diskutera handlingsalternativ för Trump, vilken har förnekat att Flynns förslag till undantagstillstånd då varit uppe för diskussion.
Flynn stängdes av från Twitter den 8 januari 2021, tillsammans med Sidney Powell, för att ha spritt Qanon-konspirationsteorin.